# Oleg Wołkow
Oleg Wołkow, właśc. Oleg Wasilijewicz Osugin (ur. 21 stycznia 1900 w Petersburgu, zm. 10 lutego 1996 w Moskwie) – rosyjski pisarz, publicysta i tłumacz. Spędził 27 lat w więzieniach, obozach i na zesłaniu. Autor głośnych wspomnień obozowych „W otchłani”.

## Życiorys i twórczość
Ojciec Wołkowa, Wasilij Aleksandrowicz był dyrektorem Izby Rosyjskich zakładów bałtyckich roślin. Matka Aleksandra Arkadjewna – pochodziła z rodu admirałów Łazariewych, była wnuczką admirała i dowódcy Floty Czarnomorskiej Mikołaja I, Michaiła Łazariewa.
Oleg kategorycznie potępiał rewolucję. Od początku do połowy lat 30. Wołkow był więźniem obozu koncentracyjnego SŁON (Sołowiecki Obóz Specjalnego Przeznaczenia) na Wyspach Sołowieckich, a później obozu Uchta-Peczora (UchtPetschLag) w Komi ASRR. Przeżył łącznie ponad ćwierć wieku w sowieckich obozach karnych i na emigracji.
Jego powieści, opowiadania, eseje, szkice były publikowane w samizdacie: „Chur, nakazał” (1976), „Na końcu drogi” (1978), „Każdy kamień w nim żyje. Z historii na ulicach Moskwy” (1985), „Wszyscy w odpowiedzi” (1986), „W cichej, bocznej” (1987), „Wiek nadziei i wywala” (1989), „Dwa stolicy” (1994) i wiele innych.
Jego głównym dziełem autobiograficznym jest „W otchłani”. Jest to świadectwo dramatu i martyrologii inteligencji, włościaństwa i prześladowanych narodów. Książka powstała na początku lat 60., ale nie mogła być wydana przez Aleksandra Twardowskiego, ówczesnego redaktora naczelnego pisma Nowy Mir. Wysłana potajemnie za granicę, książka ukazała się po raz pierwszy w języku rosyjskim we Francji (1987), po francusku jako Les ténèbres. Autor otrzymał za nią liczne nagrody krajowe i zagraniczne, m.in. rząd francuski przyznał mu tytuł kawalera orderu za zasługi w sztuce i literaturze. Dopiero w 1989 roku książka mogła zostać wydana w ZSRR.
Wołkow zajmował się też tłumaczeniem literatury francuskiej: „Cywilizacji Greckiej” A. Bonnarda, wspomnienia „Z przeszłości. W okresie międzywojennym” Herriota, „Renoir” Jean Renoir, prace Zoli i Balzaca.
W 1993 otrzymał Nagrodę Specjalną im. Aleksandra Sergejewitscha Puszkina (od Fundacji Alfreda Toepfera F.V.S.).
Został pochowany na Cmentarzu Trojekurowskim w Moskwie.